# کارن مک‌دوگال
کارن مک‌دوگال (انگلیسی: Karen McDougal؛ زادهٔ ۲۳ مارس ۱۹۷۱) یک هنرپیشه اهل ایالات متحده آمریکا است.
کارن مک‌دوگال برای نسخهٔ ژوئیه ۱۹۹۸ پلی‌بوی برهنه شد.